# Šemovci
Šemovci es una localidad de Croacia en el municipio de Virje, condado de Koprivnica-Križevci.

## Geografía
Se encuentra a una altitud de 148 m s. n. m. a 104 km de la capital nacional, Zagreb.

## Demografía
En el censo 2011, el total de población de la localidad fue de 512 habitantes.
| Gráfica de población de Šemovci 1857-2011                           |
|                                                                     |
| Según los censos de población de la oficina estadística de Croacia. |